# Bjælkerup
Bjælkerup (eller Bjelkerup) er en bebyggelse nordvest for og i dag sammenvokset med Store Heddinge. Den ligger i Store Heddinge Sogn, Stevns Kommune, Region Sjælland.
Tidligere var der et stop på Østbanen i Bjælkerup.